# Vallines (Asturias)
Vallines es un lugar que pertenece a la parroquia de Valliniello en el concejo de Avilés (Principado de Asturias). Se encuentra a 36 m s. n. m. y está situada a 2,60 km de la capital del concejo, Avilés. 

## Población
En 2020 contaba con una población de 76 habitantes (INE 2020) repartidos en 64 viviendas.